# Juan Benet
Juan Benet Goitia (Madrid, 7 de octubre de 1927-5 de enero de 1993) fue un escritor español, considerado por algunos —Javier Marías entre ellos— como el más influyente de la segunda mitad del siglo XX en España. Ejerció su profesión de ingeniero de caminos y en literatura practicó diversos géneros: drama, ensayo, cuento y novela, destacando sobre todo en esta última.

## Biografía
Nace en Madrid, el último de los tres hijos —después de Marisol y Paco— del matrimonio del abogado Tomás Benet Benet y Teresa Goitia Ajuria. Su padre murió fusilado en la zona republicana al comienzo de la Guerra Civil, en 1936, después de lo cual su madre se fue con sus hijos a San Sebastián, donde tenía familiares, hasta que en 1939 regresó a la capital. 
En San Sebastián, Benet ingresa en el Colegio Católico Santa María de Marianistas, en Aldapeta, y en Madrid continúa sus estudios en el de Nuestra Señora del Pilar, donde termina el bachillerato en 1944. Cuatro años más tarde, ingresa en la Escuela Superior de Caminos, Canales y Puertos.
En 1946 comienza a frecuentar la tertulia de Pío Baroja, uno de los pocos escritores españoles que le gustaban, y al que dedicó unas páginas en Otoño en Madrid hacia 1950. Ese mismo año descubre, por influjo de su primo Carmelo Chueca Goitia, residente en Inglaterra, a William Faulkner quien, según reconoció más tarde, fue el que le determinó a escribir. En sus años universitarios se convierte en asiduo de los cafés Gambrinus y Gijón, donde conocerá a quien será gran amigo, Luis Martín Santos, entre otros autores de la época. 
Viaja por primera vez a París en 1949, «a ver a su hermano que se había convertido en un exiliado, ya que había sido "el cerebro, organizador y ejecutor" de la operación de fuga de Cuelgamuros de varios antifranquistas». En aquella ocasión huyeron de España los intelectuales Manuel Lamana y Nicolás Sánchez Albornoz (en esa huida se basa la película Los años bárbaros, de Fernando Colomo). Paco era miembro de la Federación Universitaria Española y fue el que ideó la revista antifranquista Península.
Hace el servicio militar en 1951 en Toledo, donde comenzó a estudiar inglés en serio «porque tenía mucho tiempo: me llevé una gramática, un diccionario y una novela». Al año siguiente sale por primera y última vez al ruedo: actúa de banderillero en la Plaza de Toros de Calanda (Teruel), en la cuadrilla del matador Rafael Ortega.
En 1953 realiza prácticas de ingeniería en Finlandia y publica, en la Revista Española, su primera obra de teatro, Max, en donde se comienza a ver un estilo literario singular alejado de las corrientes más activas de la literatura española de la época. De la obra dirá el director Carlos Nuevo Ferrero que es «un sueño, una pesadilla. Es la proyección de todos los miedos, temores, condicionamientos, contradicciones, mezquindades, grandezas de todos los que de alguna forma aspiramos a realizar un trabajo artístico».
En 1954 terminó la carrera de ingeniería y en 1955 se casó con su prima Nuria Jordana, hija de exiliados catalanes, con la que tuvo cuatro hijos (Ramón, 1956; Nicolás, 1960; Juana, 1961; y Eugenio, 1962). Siendo aún novios, en 1951 cuatro años antes de casarse, Benet le escribió a Jordana: «Me pides una novela, nada menos. Yo no sé si te das cuenta de que hacer una novela es bastante más gordo que una carrera. Pero te la voy a hacer y buena…». Más de 700 cartas intercambió Benet con su esposa, hasta que esta se suicidó en 1974. Este legado, junto a otros muchos documentos se encuentra custodiado en la BNE. Un año después de la muerte de su esposa, murió también su amigo Dionisio Ridruejo; ambas muertes influyeron bastante en él y en su vida literaria.
En 1985 volvió a casarse con la poeta Blanca Andreu, treinta años más joven que él.
Juan Benet falleció en su casa de Madrid, acompañado por su familia, a causa de un tumor cerebral, el 5 de enero de 1993.
En 2019 la BNE adquirió por 320.000 euros la voluminosa biblioteca del escritor, que incluía la documentación personal, consistente en manuscritos, cartas, fotografías y libros anotados.

### Actividad política
Hacia 1955 Juan Benet se pone en contacto con la Asociación Socialista Universitaria (ASU), integrada en aquellos años por Miguel Sánchez-Mazas, Javier Pradera, Juan Manuel Kindelán, Francisco Bustelo y Mariano Rubio, entre otros.  Fue detenido por primera vez en Pamplona a mediados de marzo de 1956, junto con Luis Martín-Santos, Luis Peña Ganchegui, Alberto Machimbarrena y Vicente Girbau.
Como indicador de su postura, sirva este comentario sobre el Nobel de Literatura Solzhenitsyn: "Creo firmemente que mientras existan personas como Solzhenitsyn, los campos de concentración subsistirán y deben subsistir. Tal vez deberían estar un poco mejor guardados, a fin de que personas como Solzhenitsyn no pudieran salir. (...) Nada más higiénico que el hecho de que las autoridades soviéticas -cuyos gustos y criterios sobre los escritores rusos subversivos comparto a menudo- busquen la manera de librarse de semejante peste".

### Trayectoria profesional
Tras realizar algunas obras en Suecia, se traslada a Ponferrada (León), donde trabajará en los canales de Quereño y Cornatel (1956-1959) y nacerá su hijo Ramón. En esa época comienza a estudiar violín, pero pronto lo abandona. En 1959 se traslada a Oviedo, donde trabaja, hasta 1961, como ingeniero en la doble vía de Lugo de Llanera a Villabona y donde nace Nicolás.
Es, como relatará más tarde, para entretener las largas noches de soledad en los parajes en los que dirige las obras de construcción de pantanos y otras, por lo que se pone a escribir: en 1961 publica Nunca llegarás a nada, su primer libro de relatos, en una edición costeada por el propio autor bajo el sello editorial de Vicente Giner.
Ese mismo año se muda a la provincia de León, donde trabajará hasta 1965 en la presa del pantano de Porma —desde 1994 lleva el nombre de Embalse Juan Benet; esta obra supuso la desaparición de varios pueblos, entre ellos el de Vegamián, del que es natural Julio Llamazares, que en alguna ocasión ha recordado la anécdota y con el que Benet bromeaba, "culpándose" del destino del escritor leonés— y donde nacerán sus dos últimos hijos, Juana y Eugenio. Allí comienza también la redacción definitiva de su novela Volverás a Región. 
En 1966 regresa definitivamente a Madrid, integrándose en la plantilla del entonces Ministerio de Obras Públicas y Urbanismo, en el que también trabajaban su amigo Juan García Hortelano y el poeta Ángel González. El mismo año compra la casa de Zarzalejo, en las cercanías de la capital, muere en un accidente de tráfico, en Oriente Medio, su hermano Paco, al que estaba muy unido, y publica en la Revista de Occidente su ensayo «La inspiración y el estilo», auténtica declaración de lo que considera alta literatura y guía del estilo inconfundible que marca su obra.

### Vida literaria
Empieza a colaborar en Revista de Occidente, Cuadernos para el Diálogo, Cuadernos Hispanoamericanos y Triunfo, «revistas señeras de la época. Entabla amistad que fraguará en empresas comunes con Dionisio Ridruejo, que le acerca a los círculos antifranquistas del momento, José Ortega Spottorno y Javier Pradera, que entonces pusieron en marcha la colección de bolsillo de Alianza Editorial y años después participarían en la fundación del diario El País, y Jaime Salinas Bonmatí, que luego sería director literario de la refundada editorial Alfaguara».
A finales de 1967 publica Volverás a Región, a través de un leonino contrato con Ediciones Destino, de la que nunca pudo rescatar los derechos. La novela crea un territorio mítico, Región, en el que se desarrollarán buena parte de sus narraciones, al estilo de su maestro Faulkner y al igual que otros grandes escritores del momento, como García Márquez, Onetti o Juan Rulfo. Volverás a Región, que se ha convertido en una novela de culto, fue una auténtica «revelación» e incluso una «especie de esperanza» para Javier Marías y, según este, para muchos otros escritores de su generación «como Azúa, Pedro Gimferrer, Eduardo Mendoza, Vicente Molina Foix, Javier Fernández de Castro, Sarrión, Chamorro». Algunos de estos autores —Mendoza, Azúa, Gimferrer, y también Fernando Savater y Álvaro Pombo— consideran que se trata de un texto «fundacional».
El estilo alambicado, críptico, de largo aliento de Benet fue calificado por algunos de «literatura incorrecta», pero otros, como Dionisio Ridruejo, Carmen Martín Gaite o Rafael Sánchez Ferlosio, consideraban que estaban ante el nacimiento de uno de los grandes autores de la narrativa española. 
En 1969 obtiene el Premio Biblioteca Breve con Una meditación, que escribió creando un artilugio, mediante un rollo de papel continuo que le impedía volver sobre lo escrito para seguir escribiendo. Esta novela es, además, una de las primeras españolas, si no la primera, en la que no hay un solo punto aparte, algo que después han generalizado algunos escritores menos dotados, y aun algunos de los que siempre desbarraron sobre su obra (y curiosamente en esto coincide con otro autor de su generación, Thomas Bernhard, al que no conocía por entonces, y con el que podría establecerse alguna similitud, no solo en cuanto a su obra sino en cuanto a su modo de «actuar» en sociedad y de entender el carácter público de su faceta de escritor).
Benet se mostró contrario a la estética y retórica inherentes al realismo y naturalismo decimonónicos, que personifica Benito Pérez Galdós, y del mantenimiento de dicho realismo, bajo otras denominaciones, en pleno siglo XX. De ahí que arremetiera contra el tremendismo y los literatos de la España «negra», que defendiera en cambio el estilo noble o grand style frente a la retórica hueca y de mesa camilla. Como dice John B. Margenot III, «rechaza los principios del realismo social a favor de una visión estética fundamentada en los enigmas inherentes a la experiencia humana» y «se aparta de los restringidos y desgastados principios del costumbrismo para explorar mediante el estilo la zona de sombras donde las ideas no se hallan del todo perfiladas. Por esto afirma que su arte tantea la frontera entre 'las tinieblas que rodean el área iluminada por el conocimiento'». «Le sabe a poco el propósito denunciatorio del realismo social ya que 'un simple paseo por los pueblos y suburbios de la España de los 50 era mucho más dramático y sobrecogedor que la lectura de veinte novelas de la así llamada escuela realista'. Según el autor, no se debe confundir la sociología con la literatura: 'Yo no creo que la literatura tenga por qué tener una función social, ni debe ser ésa una de las virtudes de la literatura. Si había una literatura, que me parece nefasta, era la literatura que ejercía influencia y que estaba ajustada a la sociedad: tal era la del XIX... Y el hombre de letras ha pedido siempre, como decía Virginia Woolf, un cuarto propio para estar separado de la sociedad y no reclamarla como su audiencia'».
La obra de Benet junto a las de autores como García Márquez, Vargas Llosa y Onetti —el conocido como boom hispanoamericano que estalla también en los años sesenta—, suponen la renovación de la literatura escrita en español hasta entonces. Por esa época, publica su única traducción conocida, la de la novela A este lado del paraíso de F. Scott Fitzgerald. 
Su actividad literaria se acelera entre 1970 y 1973, al publicar, además de la novela premiada Una meditación, los ensayos recogidos en Puerta de tierra, un volumen que recoge todas sus obras, menos una, de Teatro, las novelas Un viaje de invierno y La otra casa de Mazón y los libros de relatos Sub rosa y 5 Narraciones y 2 fábulas, estos cuatro últimos en la editorial La Gaya Ciencia, fundada por Rosa Regàs.
En 1974 muere su mujer, y se produce una pausa involuntaria en su obra y en sus relaciones personales. Más introvertido que nunca, será en 1976 cuando vea la luz Qué fue la guerra civil, uno de los ensayos más citados por los historiadores, paradójicamente extranjeros, que han estudiado este conflicto. Viaja a China y da conferencias en Estados Unidos, a la vez que publica dos libros que participan del ensayo y la narración entendida al modo benetiano: El ángel del señor abandona a Tobías y Del pozo y del Numa.
Desde 1976 colaboró en el El País con artículos que a veces levantaron polémicas, como también las levantarán algunas de sus participaciones en programas de la entonces única Televisión Española. Como botón de muestra de sus opiniones polémicas, esta cita: «De todos los escritores que has mencionado antes, pues no es que sean odios míos; no me gustan por lo general ni Lezama Lima ni demasiado Borges; pero es que Dostoievski me parece infinitamente inferior a todos ellos, es que me parece una larva como escritor, pues no sé, algo así como el Juan de Orduña del alma humana. Un escritor que del alma humana no sabía nada, más que exageraciones». Algunos de esos textos fueron recogidos en el volumen Artículos I, en 1983, dejando sus ensayos más extensos para libros como En ciernes, Sobre la incertidumbre y La moviola de Eurípides. De hecho, la crítica literaria que ejerció Juan Benet, iniciada con La inspiración y el estilo y mantenida como actividad recurrente durante décadas, fue hondamente influyente para sus selectos lectores. Benet publicaría numerosas críticas y reseñas de novelas tanto contemporáneas (de Javier Marías, Eduardo Mendoza o Manuel Vicent, por ejemplo) como clásicas. Con el pretexto de comentar obras del canon, Benet expondría detalladamente su particular concepción de la narrativa, que lo llevaría a denostar a Mateo Alemán y Alonso de Ercilla, y a abrazar la literatura de Pío Baroja, Herman Melville, Joseph Conrad o James Joyce, entre otros.  
En los años ochenta recorre España con su amigo Juan García Hortelano dando charlas cargadas de humor. 
Saúl ante Samuel, obra compleja y genial, de reminiscencias bíblicas y clásicas, aparece en 1980. Esta novela «marca un hito en su desarrollo estético: 'Por supuesto que, para mí, Saúl ante Samuel significa la culminación de todo un proceso. Son siete años de trabajo en esa novela; no seguidos, naturalmente, sino interrumpidos de forma temporal por otros libros. Era tan costosa la elaboración de este trabajo que, en el transcurso de esos años, llegué a publicar varios para distraerme, como acompañamiento del navío importante de la flota. Lo que sí puedo asegurarte es que ya nunca más haré un libro de esta envergadura. Ni lo superaré, ni le dedicaré jamás tanto esfuerzo a una novela. Es enormemente comprimida, recoge no solo la experiencia de esos siete años, sino toda una fase intelectual de muchos más».
La «tibia y dispersa recepción crítica» de esta obra, unida a una apuesta con sus amigos, «explica en parte la aparición de El aire de un crimen, novela policíaca escrita en un mes, que quedó finalista del Premio Planeta en 1980. Así Benet da a entender que puede escribir un bestseller asequible a un amplio público lector. Novela de misterio y enigmas a pesar de su transparencia estilística, El aire de un crimen se distingue por ser su libro más vendido: más de 100 000 ejemplares». El premio lo ganó en aquella ocasión Antonio Larreta con Volavérunt. Nueve años después el director Antonio Isasi llevará la novela de Benet al cine. 
Tres años después, aparece el primer volumen de Herrumbrosas lanzas, que continuará en 1985 —año en que contrae matrimonio con la poeta Blanca Andreu— y 1986. Se trata de una obra inacabada en la que levanta un mapa geográfico, personal y social de su territorio narrativo, Región. 
Era aficionado a pintar, aunque él mismo era autocrítico hacia ese hobby que practicaba en los veranos en el campo; así, en alguna ocasión que pintaba "mal y poco". Una vez hizo una exposición en Alicante, pero confiesa que no vendió ningún cuadro.
La influencia de William Faulkner se hace evidente en todos sus textos, además de las menos mencionadas de Euclides da Cunha, James George Frazer, Henry James, Herman Melville, Friedrich Nietzsche, Marcel Proust, Franz Kafka, Samuel Beckett, Thomas Mann, Jonathan Swift, Laurence Sterne, José de Sigüenza, algunos otros autores de la antigüedad clásica (como ciertos historiadores griegos como Jenofonte y romanos como Flavio Josefo, Tácito o Amiano Marcelino, entre otros), la bibliografía de la guerra civil española, y en general la bibliografía bélica, y los textos bíblicos.
Mientras crea su propia empresa de ingeniería, publica la novela En la penumbra en 1989. En 1990 y 1991 entregará sus dos últimas obras, el ensayo La construcción de la torre de Babel y El caballero de Sajonia. A principios de octubre de 1992 se le detecta un tumor cerebral, por cuya causa muere en su casa de calle del Pisuerga en la colonia de El Viso, el 5 de enero de 1993, dejando inacabado el cuarto volumen de Herrumbrosas lanzas. 
Como tantos grandes escritores, Benet murió sin haber recibido ninguno de los grandes premios de las letras españolas del momento. Sus galardones literarios fueron solo dos: el Premio Biblioteca Breve 1969 y el Premio de la Crítica 1984 por el primer volumen de Herrumbrosas lanzas. Tampoco consiguió una plaza en la Real Academia Española, a la que fue presentado solo una vez, en 1983, perdiendo la votación frente a Elena Quiroga.
Reconocido en la actualidad como uno de los más grandes escritores del siglo XX, The Times del 18 de enero de 1993[cita requerida] lo comparará con Marcel Proust en Francia, James Joyce en Irlanda y William Faulkner en Estados Unidos.
Su magisterio literario es reconocible en numerosos autores contemporáneos y posteriores a él, fundamentalmente en Vicente Molina Foix, Félix de Azúa, J. A. González Sainz y Javier Marías.

## Obra

### Novelas
- Volverás a Región (Destino, Barcelona, 1967)
- Una meditación (Seix-Barral, Barcelona, 1970)
- Un viaje de invierno (La Gaya Ciencia, Barcelona, 1972)
- La otra casa de Mazón (Seix-Barral, Barcelona, 1973)
- En el Estado (Alfaguara, Madrid, 1977)
- Saúl ante Samuel (La Gaya Ciencia, Barcelona, 1980)
- El aire de un crimen (Planeta, Barcelona, 1980)
- En la penumbra (Alfaguara, Madrid, 1989)
- El caballero de Sajonia (Planeta, Barcelona, 1991)
- Herrumbrosas lanzas (Alfaguara, Madrid, 1998), compilación de las siguientes partes más una inédita:
  - Herrumbrosas lanzas I-VI (Alfaguara, Madrid, 1983)
  - Herrumbrosas lanzas VII (Alfaguara, Madrid, 1985)
  - Herrumbrosas lanzas VIII-XII (Alfaguara, Madrid, 1986)

### Relatos
- Nunca llegarás a nada (Tebas, Madrid, 1961)
- Una tumba, con fotografías de Colita (Lumen, Barcelona, 1971)
- 5 Narraciones y 2 fábulas (La Gaya Ciencia, Barcelona, 1972)
- Sub rosa (La Gaya Ciencia, Barcelona, 1973)
- Trece fábulas y media, ilustrado por Emma Cohen (Alfaguara, Madrid, 1981)
- Variaciones sobre un tema romántico (Lumen, 2011), cinco cuentos, cuatro de ellos inéditos
- El amanecer podrido (Galaxia Gutenberg, 2020), cuentos iniciales, recopilados en su juventud con Luis Martín-Santos; libro inédito, ordenado por Mauricio Jalón con nuevos documentos de los autores.

### Ensayos
- La inspiración y el estilo (Revista de Occidente, Madrid, 1966)
- Puerta de tierra (Seix-Barral, Barcelona, 1970; reedición anotada po M. Jalón: Cuatro, Valladolid, 2003)
- El ángel del Señor abandona a Tobías (La Gaya Ciencia, Barcelona, 1976)
- Qué fue la guerra civil (La Gaya Ciencia, Barcelona, 1976)
- En ciernes (Taurus, Madrid, 1976)
- Del pozo y del Numa (La Gaya Ciencia, Barcelona, 1978)
- La moviola de Eurípides (Taurus, Madrid, 1981)
- Sobre la incertidumbre (Ariel, Barcelona, 1982)
- El agua en España (Lunweg, Madrid, 1986)
- Otoño en Madrid hacia 1950 (Alianza, Madrid, 1987)
- Londres victoriano (Planeta, Barcelona, 1989)
- La construcción de la torre de Babel (Siruela, Madrid, 1990)
- Prosas civiles (Ministerio de Obras Públicas, Madrid, 1994; con ensayos y dibujos sobre obras de ingeniería)
- Cartografía personal (Cuatro, Valladolid, 1997; recopilación inédita de entrevistas, hecha por Mauricio Jalón)
- Si yo fuera presidente. La hidráulica como solución a las necesidades hídricas (Colegio de Ingenieros, Murcia, 2009).
- La sombra de la guerra: escritos sobre La Guerra Civil española (Taurus, 1999)
- Ensayos de incertidumbre (Lumen, 2011), selección de Ignacio Echevarría.
- Correspondencia (Galaxia Gutenberg, 2011), con Carmen Martín Gaite, edición de José Teruel.

### Artículos
- Artículos I (Libertarias, Madrid, 1983)
- Páginas impares (Alfaguara, Madrid, 1996; antología de artículos)
- Una biografía literaria (Cuatro, Valladolid, 2007; recopilación inédita de artículos de literatura extranjera; selección de M. Jalón)
- Infidelidad del regreso (Cuatro, Valladolid, 2007; recopilación inédita, y paralela, de artículos de literatura española; selección de M. Jalón).

### Teatro
- Max (1953)
- Anastas o el origen de la Constitución (1958), montada por el grupo Troula en el Círculo de Bellas Artes de Madrid, 1980.
- Agonía confutans (1966)
- Un caso de conciencia (1967)
- Teatro (Madrid: Siglo XXI, 1971). Incluye las tres anteriores.
- Beckettiana (1991, adaptación de cuatro piezas de Samuel Beckett: Nana, Monólogo, Impromptu de Ohío y Yo no), estrenadas por el CDN en el teatro María Guerrero.
- Teatro completo (Siglo XXI, Madrid, 2010), prólogo de Vicente Molina Foix

| Predecesor: País portátil (Adriano González León) | Una meditación Premio Biblioteca Breve 1969 | Sucesor: Sonámbulo del sol (Nivaria Tejera) |